# Rosochy (Mazovie)
Pour les articles homonymes, voir Rosochy.
Rosochy (prononciation : [rɔˈsɔxɨ]) est un village polonais de la gmina de Stupsk dans le powiat de Mława de la voïvodie de Mazovie dans le centre-est de la Pologne.
Il se situe à environ 6 kilomètres au sud de Stupsk (siège de la gmina), 17 kilomètres au sud-est de Mława (siège du powiat) et à 92 kilomètres au nord de Varsovie (capitale de la Pologne).

## Histoire
De 1975 à 1998, le village appartenait administrativement à la voïvodie de Ciechanów.